# Chiastocaulon biserialis
 Chiastocaulon biserialis (sin. Acrochila biserialis),  vrsta jetrenjarki iz porodice Plagiochilaceae. nekada je bilas klasificirana rodu Acrochila, pa se navodila kao jedina je vrsta roda Acrochila koja raste na otoku Tasmanija.
C. biserialis često rastu epifitički u skupinama na drvećima kišne šume. Raste po nekim otocima Oceanije, te na Novom Zelandu, Tasmaniji i Australiji. Od ostalih jetrenki razlikluju se po nazubljenim listovima, čiji su zubići kandžolikog oblika.

## Sinonimi
- Acrochila biserialis (Lehm. & Lindenb.) Grolle
- Jungermannia biserialis (Lehm. & Lindenb.) Hook. f. & Taylor
- Plagiochila biserialis Lehm. & Lindenb., bazionim.